# Hemóstato

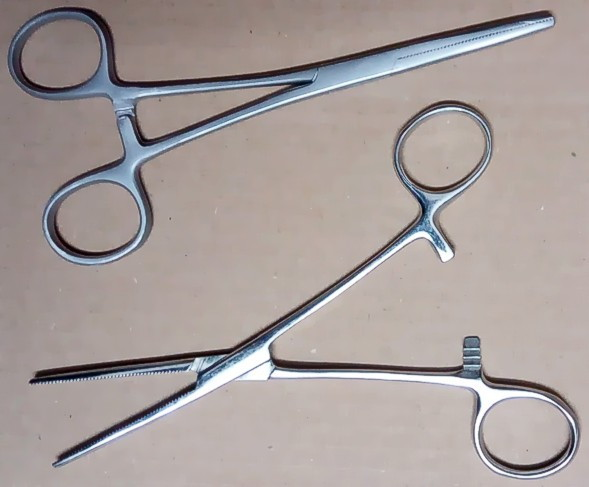
Pinzas hemostáticas

Un hemóstato (también llamada pinza hemostática, pinzas arteriales o pean en referencia a Jules-Émile Péan) es una herramienta quirúrgica utilizada en muchos procedimientos quirúrgicos para controlar el sangrado. Por esta razón, es común en las fases iniciales de la cirugía que la incisión inicial se cubra con hemostáticos que cierran los vasos sanguíneos en espera de ligadura. Las pinzas hemostáticas pertenecen a un grupo de instrumentos que pivotan (similar a las tijeras, e incluyen porta agujas, porta tejidos y varias pinzas) donde la estructura de la punta determina la función del instrumento.
El hemóstato tiene manijas que se pueden mantener en su lugar mediante su mecanismo de bloqueo. El mecanismo de bloqueo es una serie de dientes entrelazados, unos pocos en cada mango, que permiten al usuario ajustar la fuerza de sujeción de las pinzas. Cuando se bloquean juntas, la fuerza entre las puntas es de aproximadamente 40 N.

## Historia
El primer dibujo conocido de un instrumento quirúrgico pivotante se remonta al 1500 aC en una tumba en Tebas, Egipto. Posteriormente, se encontraron instrumentos tipo pinza romanos de bronce y acero en Pompeya. En el siglo IX DC, Albucasis hizo ilustraciones de instrumentos pivotantes para la extracción de dientes.
El concepto de sujetar un vaso sangrante con un instrumento antes de atarlo generalmente se atribuye a Galeno (siglo II d. C.). Este método de hemostasia fue casi olvidado hasta que fue redescubierto por el barbero cirujano francés Ambroise Paré en el siglo XVI. Paré hizo el predecesor del hemostático moderno y lo llamó Bec de Corbin (pico de cuervo) (ver imagen a continuación). Con él podía sujetar un vaso sangrante antes de asegurarlo con una ligadura.

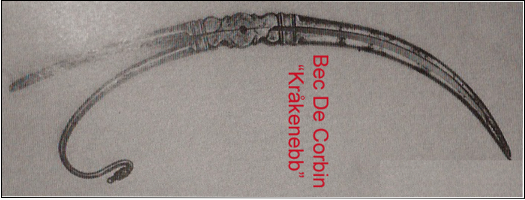
Bec de Corbin

La invención del hemóstato moderno se acredita a varias personas, la principal de las cuales es Jules-Émile Péan. Algunos cirujanos posteriores (como por ejemplo, William Halsted) realizaron modificaciones menores en el diseño.

## Lista de hemóstatos
- Pinzas Rankin[3]
- Pinzas Kelly
- Abrazaderas Satinsky
- Pinzas Kocher
- Pinzas Crile
- Pinzas de mosquito Halsted

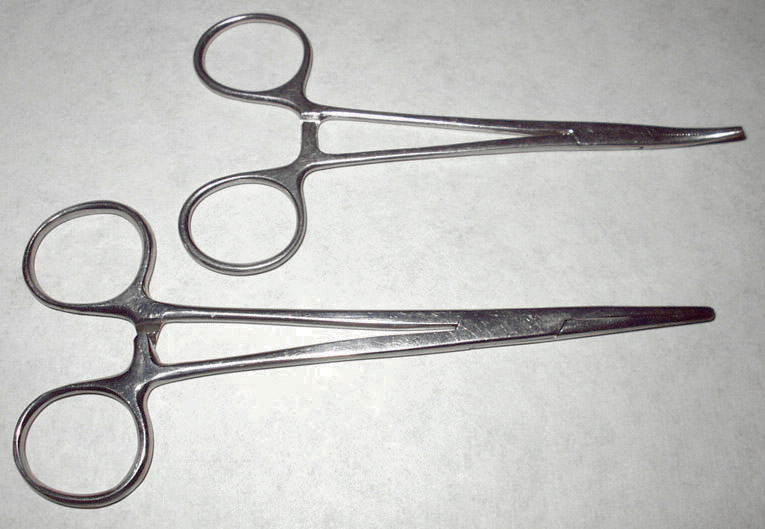
Punta curva y recta

- Pinzas mezcladoras de "ángulo recto"[4]
- Pinzas de arteria de Spencer Wells[5]